# Kings of Convenience (album)
Kings of Convenience è il primo album di inediti pubblicato dall'omonimo gruppo Kings of Convenience, uscito nel 2000. La sua vendita è stata limitata a Stati Uniti e Canada.
Quest'album, esordio americano dei Kings of Convenience, non riceve il successo sperato, tuttavia il successivo Quiet Is the New Loud, che riprende molte canzoni di questo, viene accolto meglio dal pubblico.

## Tracce
1. Toxic Girl – 3:10
2. I Don't Know what I Can Save You From – 3:13
3. Failure – 3:32
4. Leaning against the Wall – 3:17
5. Brave New World – 3:39
6. An English House – 3:47
7. Days I Had with You – 2:58
8. Parallel Lines – 3:58
9. Winning a Battle, Losing a War – 4:07
10. Surprise Ice – 4:53

## Formazione
- Erlend Øye: chitarra elettrica e acustica, pianoforte, batterista/percussionista, voce di supporto;
- Eirik Glambek Bøe: Voce, chitarra elettrica e acustica, batterista, pianoforte.